# Желябузький (селище)
Желябузький (рос. Желябужский) — селище в Ферзиковському районі Калузької області Російської Федерації.
Населення становить 252 особи. Входить до складу муніципального утворення Присілок Ястребовка.

## Історія
Від 2004 року входить до складу муніципального утворення Присілок Ястребовка

## Населення
| 2002 | 2010 | 2011 |
| ---- | ---- | ---- |
| 264  | ↘163 | ↗252 |